# Selma (petroliera 1919)
Il piroscafo Selma è stato una petroliera battente bandiera degli Stati Uniti d'America costruita nel 1919 da F.F. Ley and Company, Mobile, Alabama. Il presidente Woodrow Wilson approvò la costruzione di 24 navi in cemento di cui solo 12 vennero effettivamente completate.
La Selma è l'unico relitto permanente e prominente lungo lo Houston Ship Channel. Si trova a circa un miglio a nord dell'isola di Galveston.

## Storia

### Costruzione
La carenza di acciaio durante la prima guerra mondiale portò gli Stati Uniti d'America a costruire navi sperimentali in cemento, la più grande delle quali era la Selma, oggi parzialmente sommersa nella baia di Galveston e visibile sia dallo Houston Ship Channel che dal Seawolf Park.
La Selma è stata costruita a Mobile, in Alabama, e chiamata in onore del capoluogo della contea di Dallas Selma, in Alabama, per il suo successo nel prestito per la libertà in tempo di guerra. La nave fu varata il 28 giugno 1919, lo stesso giorno in cui la Germania firmò il trattato di Versailles, ponendo ufficialmente fine alla prima guerra mondiale. Di conseguenza, la nave da 7.500 tonnellate non prestò mai servizio durante la guerra. Invece, fu messa in servizio come petroliera nel golfo del Messico.

### Servizio
Il 31 maggio 1920, la Selma colpì un molo a Tampico, in Messico, provocando una falla di 18 metri nello scafo. Dopo che i tentativi di riparare la nave a Galveston fallirono e gli sforzi per venderla si rivelarono infruttuosi, i funzionari statunitensi decisero di affondare intenzionalmente la nave. Un canale lungo 457 metri e profondo 8 metri fu scavato in un punto appena al largo della costa orientale dell'isola di Pelican, dove il 9 marzo 1922 la nave fu abbandonata. Il relitto della Selma da allora fu oggetto di piani falliti per convertirlo in un molo per la pesca, un luogo di villeggiatura e un allevamento di ostriche. A lungo fonte di curiosità e leggenda locale, rimane importante per gli scienziati che continuano a studiare gli aspetti della sua costruzione in cemento.
A. Pat Daniels (1917-2011), giornalista, storico e autore texano, acquistò la nave nel 1990 da Novie Brown (Hargett) dopo aver scoperto che fu di proprietà privata da 6 giorni dopo essere stata affondata. Grazie agli sforzi di Daniels, la Selma venne inserita nel National Register of Historic Places, fu riconosciuta come un indicatore ufficiale della Commissione storica del Texas situato nella vicina isola di Pelican e venne nominata sia un punto di riferimento archeologico dello stato del Texas che l'ammiraglia ufficiale dell'esercito del Texas. Daniels e il suo amico Jim Saye tennero una festa annuale per la Selma per oltre 25 anni sull'isola di Galveston alla quale hanno partecipato centinaia di persone. Dopo la morte di Daniels nel 2011, la proprietà venne trasferita al suo amico William R. Cox, che aiutò Daniels a incorporare la Selma come protezione da una potenziale causa per responsabilità. Dopo la morte di William Cox nel 2015, la proprietà della Selma venne trasferita a suo figlio, Ken Cox.